# Burgstall (Gerhardshofen)
Burgstall ([ˈbʊʁkˌʃtal] ) ist eine Wüstung auf dem Gemeindegebiet von Gerhardshofen im Landkreis Neustadt an der Aisch-Bad Windsheim (Mittelfranken, Bayern). Burgstall lag in der Gemarkung Göttelhöf.

## Geografie
Unmittelbar westlich der ehemaligen Einöde lagen Weiher, die vom Altenbuchbach, einem rechten Zufluss der Aisch, gespeist wurden. Im Südwesten lag das Flurgebiet Huthwasen, im Südwesten das Waldgebiet Weinberg.

## Geschichte
Der Ort wurde in der Beschreibung der (...) Landeshauptmannschaft Neustadt an der Aysch von 1541 als „die zway Burckstall“ erstmals schriftlich erwähnt.
Von 1797 bis 1810 unterstand der Ort dem Justizamt Dachsbach und Kammeramt Neustadt. Im Rahmen des Gemeindeedikts wurde Burgstall dem 1811 gebildeten Steuerdistrikt Diespeck und der 1813 gebildeten Ruralgemeinde Dettendorf zugeordnet. Mit dem Zweiten Gemeindeedikt (1818) wurde es der neu gebildeten Ruralgemeinde Göttelhöf zugewiesen. 1907 wurde das Anwesen abgerissen.

## Einwohnerentwicklung
| Jahr      | 001818 | 001836 | 001840 | 001861 | 001871 | 001885 | 001900 |
| Einwohner | 8      | 10     | 14     | 11     | 6      | 9      | 7      |
| Häuser    | 2      | 2      | 1      |        |        | 2      | 2      |
| Quelle    | [ 6 ]  | [ 7 ]  | [ 8 ]  | [ 9 ]  | [ 10 ] | [ 11 ] | [ 12 ] |

## Religion
Der Ort war evangelisch-lutherisch geprägt und bis heute nach St. Peter und Paul gepfarrt.